# Stara Rijeka (Oštra Luka)
Stara Rijeka (szerbül: Стара Ријека) horvát falu Bosznia-Hercegovinában, a Szerb Köztársaságban, Oštra Luka községben. Stara Rijeka településnek a Szarb Köztársaság terülétéhez került, nagyobbik része.

## Fekvése
Bosznia-Hercegovina nyugati részén, Banja Lukától légvonalban 48, közúton 76 km-re nyugatra, Prijedortól légvonalban 20, közúton 27 km-re délnyugatra, községközpontjától  légvonalban 7, közúton 15 km-re nyugatra fekvő dombos, erdős területen, a Majdan-hegység lejtőin és az azonos nevű patak völgyében fekszik. A Stara Rijeka-patak a falu északi határában, az 527 méter magasságú Runjevicától északra ered, 5 km hosszúságú. A falu központjában egyesül a Batkovača-patakkal, mellyel együtt alkotja a Željeznica-patakot, mely Stari Majdannál egyesül a Gračanica-patakkal és Majdanska-patak néven folytatja útját.

## Népessége
| Nemzetiségi csoport | Népesség 1991 | Népesség 2013 |
| ------------------- | ------------- | ------------- |
| Szerb               | 6             | 7             |
| Bosnyák             | 0             | 0             |
| Horvát              | 320           | 57            |
| Jugoszláv           | 4             | 0             |
| Egyéb               | 7             | 2             |
| Összesen            | 337           | 66            |

## Története
A régészeti leletek tanúsága szerint területe már az ókorban lakott volt. Ezt igazolják a 392 méteres magasságban fekvő „Gradina” nevű lelőhely leletei, melyek egy itteni erődített településre utalnak. A lelőhely sajnálatos módon egy bányanyitás során teljesen megsemmisült. A leletek között ősi bányászati eszközöket, bányászlámpát, csákányokat, vasszerszámokat találtak. Ezeket a tárgyakat ma a Ljubijei Bányaigazgatóság épületében őrzik. A 19. században a falu területén két római áldozati oltár is előkerült.
Stara Rijeka a török időkben a Stari Majdan-i, majd 1750-től a volari plébániához tartozott. Száz évvel később, 1850-ben önálló papot kapott, akinek még ebben az évben kőrisből házat építettek, az istentiszteletet pedig ennek közelében egy fészerben tartották. Az első Stara Rijeka-i templom csak 1870-ben épült. Néhány évvel később kibővítették. Kezdetben a Stara Rijeka-i katolikus plébániának körülbelül 80 háza volt, melyek egy vasércbánya mellett épültek, ahol primitív módon vasércet olvasztottak, amelyet a Szanán, a Száván és a Dunán, valamint a Fekete-tengeren át szállítottak Konstantinápolyba. Amíg a katolikus plébánia Kamengradban, később Stari Majdanban, Sasinában és Sanskoban volt az itteni szolgálatot ferencesek látták el. Az eddig ismert dokumentumok és publikált munkák egyértelműen megerősítik az itteni katolikus lakosság folytonosságát egészen napjainkig.
Stara Rijeka 1878-ig tartozott az Oszmán Birodalomhoz, majd az Osztrák-Magyar Monarchia része lett. 1879-ben az első osztrák-magyar népszámlálás során a faluban 48 házat és 276 katolikus horvát lakost számláltak. Stara Rijeka községnek, mely magában foglalta Ada, Mostanica és Žegalovac településeket is, összesen 71 házat és 378 katolikus lakost találtak. 1910-ben Stara Rijeka község részeként a településnek 88 háza és 590 katolikus horvát lakosa volt, Stara Rijeka községnek pedig Batkovci, Briševo, Marini, Ovanjska, Stara Rijeka és Tisova falvakkal együtt összesen 284 háza és 1592 lakosa volt. A monarchia szétesésével 1918-ben előbb a Szerb-Horvát-Szlovén Királyság, majd 1929-től a Jugoszláv Királyság része. 1921-ben a faluban 320 házat és 1909 lakost számláltak.
Állami elemi iskolája 1910-ben épült, de a tanítás csak 1918-ban indult meg benne. A vasérc modern módszerekkel történő kitermelése Stara Rijeka környékén 1915-ben indult, amelyen az osztrák-magyar csapatok által ejtett hadifoglyok: oroszok, szerbek és olaszok dolgoztak. 1941-ben a településnek 200 lakosa volt. Jugoszlávia megszállása után a falu a Független Horvát Állam (NDH) része lett. 1945-től a település a szocialista Jugoszlávia része volt. 1963-ig Ljubija községhez tartozott. Ezután Sanski Most község része lett. 
A boszniai háború idején a falu a Szerb Köztársaság Hadseregének (VRS) ellenőrzése alá került. A szerb fegyveresek 16 horvát lakost öltek meg, a többi horvát elmenekült a faluból. A többség Horvátországba menekült. Közülük a háború után csak kevesen tértek vissza. A Stara Rijekához tartozó Briševo falu 1992. július 24-én és 25-én szörnyű mészárlást szenvedett. A szerb katonai alakulatok 67 katolikus hívőt öltek meg és mészároltak le, a falut pedig szó szerint eltüntették a föld színéről. Stara Rijeka 1995-től Oštra Luka községhez tartozik.
A boszniai háborút lezáró daytoni békeszerződés rendelkezése alapján az ország területét felosztották a Bosznia-hercegovinai Föderáció és a boszniai Szerb Köztársaság között. A békeszerződés utáni területmegosztási megállapodás értelmében a háború előtti település nagyobb, 16,26 km2 területű része a Boszniai Szerb Köztársasághoz és Oštra Luka községhez került, míg a település kisebb 1,32 km2 területű része a Bosznia-hercegovinai Föderáció Una-Szanai kantonjában levő Sanski Most község területénél maradt.

## Nevezetességei
A jelenlegi katolikus templom 1974-ben épült. 1992. november 11-én a szerb szélsőségesek felrobbantották és súlyosan megrongálták, a tornyot pedig teljesen lerombolták. Az újjáépített templomot a Banja Luka-i püspök, Franjo Komarica szentelte fel Szent Anna ünnepén, 2000. július 26-án. Tornya később épült fel, de az eredetihez képest a templom másik oldalára került. Ezt 2001. január 17-én, Remete Szent Antal ünnepén szentelték fel. A plébániához Stara Rijeka, Briševo, Batkovci, Dževar, Džigalevac és Oštra Luka települések tartoznak.
A Stara Rijeka-i plébánia területén öt temetőkápolna is található: 
A gladnoi temető a Mindenszentek kápolnával;
A grošićai temető a Szűzanya kápolnával, mely 1970-ben épült, és a háborúban elpusztult, így 2003-ban újat építettek helyette;
A varcarevoi temető a Szent István-kápolnával, mely 1990-ben épült;
A batkovci temető, az 1991-ben épült Szent Rókus kápolnával;
A dževari temető, az 1985-ben épült Bijele nedjelje kápolnával, amely szintén megsérült. Érdekesség, hogy régen az egész mai Dževar települést Bila Nediljának hívták;
A második világháborúig Podvidačiban, a misiri részen is volt egy Szent György temetőkápolna, de az ottani hívek a háború után elköltöztek, így mindent felhagytak;
A Stara Rijeka-i plébánosok egy részét a ma ravskai plébániához tartozó Jabučice temetőben és a ljubijai plébániához tartozó Raljašban temették el.
A plébánia területén van még két, temetőn kívüli kápolna is:
A Stara Rijeka-i Szent Anna kápolna 1974-ben épült, 1993-1995-ben súlyos károkta szenvedett,
A Križ melletti Atlija kosán 1991-ben épült Szent Megváltó kápolna mára teljesen megsemmisült.